# Törökszákos
Törökszákos

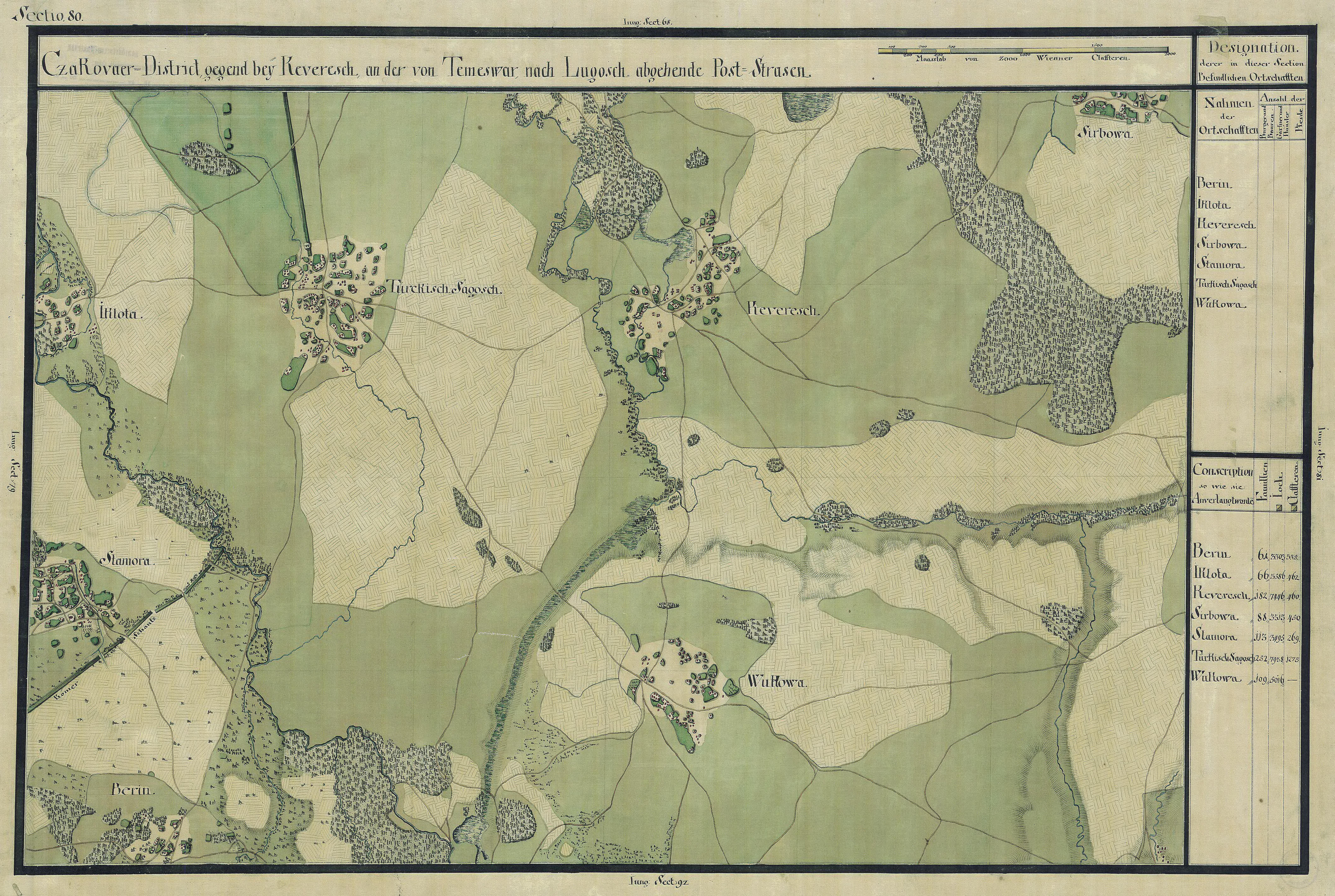
Törökszákos, Régi térkép

Törökszákos (románul Sacoșu Turcesc, szerbül Sakoș) községközpont Romániában, Temes megyében, Temesvártól 20 km-re délkeletre.

## Története
A település a középkorban mezővárosként a Cseri nevet viselte, egykori várát 1443-ban említik. Valószínűleg a török harcokban pusztult el.
1910-ben 1277, többségben román lakosa volt, jelentős magyar kisebbséggel. A trianoni békeszerződésig Temes vármegye Buziásfürdői járásához tartozott. 1992-ben társközségeivel együtt 3037 lakosából 2626 román, 230 magyar, 144 cigány és 30 német volt.